# Šatorina
Le Šatorina est le plus haut sommet de la partie centrale du massif du Velebit appartenant à la chaîne des Alpes dinariques. Située à 50 km au sud de la ville de Senj en Croatie, la montagne culmine à 1 624 mètres d’altitude.
La zone est couverte de pâturages et de forêts de hêtres et d'épicéas.